# Rodrigo Tello
Rodrigo Alvaro Tello Valenzuela (Santiago, 14 de Outubro de 1979) é um ex-jogador chileno que atuava como médio-campista.

## Carreira
Estreou-se no Sporting Clube de Portugal na época de 2000/01 vindo da Universidad de Chile onde começou a sua carreira profissional em 1997/98. No final da época de 2006/07, em final de contrato, no ano em que mais jogou pelo Sporting, o jogador decide não renovar, assinando contrato com o Beşiktaş.